# 3272 Tillandz
A 3272 Tillandz (ideiglenes jelöléssel 1938 DB1) a Naprendszer kisbolygóövében található aszteroida. Yrjö Väisälä fedezte fel 1938. február 24-én.